# It’s Me (альбом Эбби Линкольн)
It’s Me — студийный альбом американской певицы Эбби Линкольн, выпущенный в 2003 году на лейбле Verve Records.

## Отзывы критиков
| Оценки критиков                   | Оценки критиков |
| Источник                          | Оценка          |
| --------------------------------- | --------------- |
| AllMusic                          | [ 1 ]           |
| The Encyclopedia of Popular Music | [ 2 ]           |
| The Penguin Guide to Jazz         | [ 3 ]           |

Роберт Л. Доершук из AllMusic написал: «Возвращаясь к оркестровке, которую она использовала почти десять лет назад в A Turtle’s Dream, Линкольн исполняет сет, богатый разнообразием, с множеством оригинальных мелодий, которые более чем выделяются среди множества классических стандартов. Работая со струнными или без них, она сохраняет утончённую и интимную мелодичность; её приверженность мелодии и тонкой фразировке как альтернативе эффектной импровизации всегда вызывала сравнения с творчеством Билли Холидей, хотя в данном случае Линкольн более чем соответствует и, возможно, превосходит большую часть работ легендарной певицы. Её хрипловатый тембр, необычайное чувство свинга в любом темпе, а иногда и удивительный диапазон делают каждый из этих треков шедевром интерпретации».
В All About Jazz назвали Эбби Линкольн одной из последних по-настоящему великих джазовых вокалистов, которая продолжает выпускать вневременные записи и давать живые концерты. Также там отметили, что It’s Me так же силен, как любая запись в её полувековой дискографии, а сама Линкольн ещё раз доказывает нам, что она является как самым запоминающимся интерпретатором песен, так и оригинальным автором исполнителем.
В журнале отметили Billboard уверенный вокал Линкольн, хрипловатый, с тёмным оттенком голос, пропитанный меланхолией, полный радости и мудрости.

## Список композиций
Слова и музыка всех песен Эбби Линкольн, за исключением отмеченных.
1. «Skylark» (Хоги Кармайкл, Джонни Мерсер) — 5:25
2. «Love Is Made» — 4:02
3. «Chateau de Joux» — 4:38
4. «It’s Me, O' Lord» — 3:42
5. «They Call It Jazz» — 5:14
6. «Through the Years» — 4:30
7. «Runnin’ Wild» (Артур Гиббс, Джо Грей, Лео Вуд) — 3:52
8. «The Maestro» (Сидар Уолтон) — 5:25
9. «The Search» — 5:31
10. «Yellow Bird» (Ирвинг Берджи) — 4:45
11. «Can You Dig It» — 5:39

## Участники записи
- Аранжировка, дирижер — Лоран Куньи (1, 3, 6, 10), Алан Бродбент (2, 5, 9)
- Альт-саксофон — Джеймс Сполдинг (5)
- Бас-гитара — Рэй Драммонд
- Вокал — Эбби Линкольн
- Продюсер — Даниэль Ришар, Жан-Филипп Аллар
- Сопрано-саксофон — Жюльен Луро (3)
- Тенор-саксофон — Жюльен Луро (2, 6-8)
- Ударные — Джаз Сойер
- Флейта — Джеймс Сполдинг (6, 8-10)
- Фортепиано — Кенни Бэррон

Сведения взяты из аннотации к альбому.

## Чарты
| Чарт (2003)                            | Высшая позиция |
| -------------------------------------- | -------------- |
| США (CMJ New Music Report Jazz Albums) | 9              |